# Spodnja Sorica
Spodnja Sorica este o localitate din comuna Železniki, Slovenia, cu o populație de 102 locuitori.